# Matryca umiejętności
Matryca umiejętności – narzędzie zarządzania zasobami ludzkimi. Jest to systematyczna metoda umożliwiająca identyfikację, ocenę i rozwój umiejętności pracowników w organizacji. Pełni rolę nie tylko narzędzia operacyjnego, ale również strategicznego, wspierając zarządzanie talentami i planowanie ścieżek kariery.
Matryca umiejętności jest narzędziem organizacyjnym wykorzystywanym do systematycznego zarządzania, oceny i rozwoju umiejętności pracowników w przedsiębiorstwach. Jej głównym celem jest klasyfikacja umiejętności na różnych poziomach zaawansowania oraz zapewnienie strukturalnego podejścia do monitorowania i rozwijania kompetencji zawodowych pracowników.

## Podstawowe pojęcia

### Umiejętności twarde a kompetencje rozwojowe – miękkie

#### Umiejętności twarde
Umiejętności twarde są bezpośrednio powiązane z konkretnymi, technicznymi aspektami pracy. Są mierzalne i często można je udokumentować przez odpowiednie certyfikaty lub szkolenia. Przykłady umiejętności twardych obejmują programowanie, obsługę maszyn, znajomość języków obcych, czy umiejętności księgowe.

#### Kompetencje rozwojowe – miękkie
Kompetencje rozwojowe, zwane również miękkimi, są związane z osobistymi cechami, zachowaniami i umiejętnościami interpersonalnymi. Są one trudniejsze do zmierzenia i często rozwijają się w ciągu życia. Obejmują aspekty takie jak komunikacja, praca zespołowa, rozwiązywanie problemów, kreatywność, elastyczność, czy zarządzanie czasem. W przeciwieństwie do umiejętności twardych, które są często specyficzne dla danego zawodu, umiejętności miękkie są przenośne i przydatne w różnych kontekstach zawodowych.

### Umiejętności vs kwalifikacje[4]
Umiejętności: Są to zdolności zdobyte i rozwijane przez pracowników, które pozwalają im wykonywać określone zadania lub funkcje w pracy. Umiejętności mogą być zarówno „twardymi”, czyli specyficznymi, technicznymi umiejętnościami wymaganymi do wykonywania określonej pracy, jak i „miękkimi”, odnoszącymi się do kompetencji interpersonalnych i rozwojowych. Przykładem umiejętności twardych może być umiejętność spawalnicza, która obejmuje zdolność obsługi sprzętu spawalniczego i zastosowanie odpowiednich technik spawania w praktyce.
kwalifikacje: To oficjalne potwierdzenie zdolności lub umiejętności, zwykle poprzez certyfikaty, dyplomy lub licencje. Kwalifikacje są często wymagane w specyficznych zawodach i stanowią dowód na ukończenie odpowiedniego szkolenia lub kursu. Na przykład posiadanie uprawnienia do obsługi wózka widłowego jest kwalifikacją, która potwierdza zdolność do bezpiecznego i efektywnego obsługiwania tego sprzętu.
Rozróżnienie między umiejętnościami a kwalifikacjami jest kluczowe w kontekście matrycy umiejętności, gdyż umożliwia ono dokładniejsze planowanie i zarządzanie rozwojem zawodowym pracowników. Matryca ta pomaga w identyfikacji zarówno potrzeb szkoleniowych dotyczących umiejętności twardych, które są niezbędne do wykonywania specyficznych zadań, jak i w rozwoju umiejętności miękkich, które są ważne dla ogólnej efektywności i adaptacji pracownika w środowisku pracy.

### Waga umiejętności i skale ocen
Waga umiejętności: Jest to pojęcie odnoszące się do relatywnej wartości i znaczenia poszczególnych umiejętności w ramach organizacji. Waga umiejętności uwzględnia ich znaczenie dla realizacji konkretnych zadań oraz wpływ na ogólną efektywność i sukces organizacji. Przypisanie odpowiedniej wagi poszczególnym umiejętnościom pozwala na zrozumienie, które z nich są kluczowe dla danego stanowiska, oraz na skuteczniejsze planowanie i rozwijanie kompetencji pracowników w kontekście strategicznych celów organizacji.
Skala oceny: Jest to narzędzie stosowane w procesie oceny umiejętności, pozwalające na kwantyfikację poziomu opanowania danej umiejętności przez pracownika. Skala oceny może przyjmować różne formy, od numerycznych (np. skala 1-4) do graficznych (np. ćwiartki), i służy do zobiektywizowania procesu oceny poprzez przypisanie mierzalnych wartości do obserwowanych kompetencji i zachowań pracowników. Skale te często są zdefiniowane w sposób umożliwiający porównywanie osiągnięć i umiejętności pracowników wewnątrz organizacji, co ułatwia zarządzanie talentami oraz planowanie rozwoju pracowników.

#### Przykładowa skala oceny – numeryczna
Jako przykład, skala oceny umiejętności może być zaprojektowana w następujący sposób:
- 1 – Początkujący: Pracownik rozpoczyna naukę umiejętności, wymaga wsparcia i stałego nadzoru.
- 2 – Podstawowy: Pracownik wykonuje zadania z minimalnym nadzorem, ale nadal potrzebuje wsparcia w bardziej skomplikowanych zadaniach.
- 3 – Średnio zaawansowany: Pracownik pracuje samodzielnie, efektywnie radzi sobie z większością zadań.
- 4 – Zaawansowany: Pracownik wykazuje wysoką efektywność i samodzielność, może pełnić role mentorskie dla mniej doświadczonych pracowników[7].

Innym przykładem skali ocen jest skala graficzna w postaci „ćwiartek”, która odwzoruje poziom umiejętności pracownika.

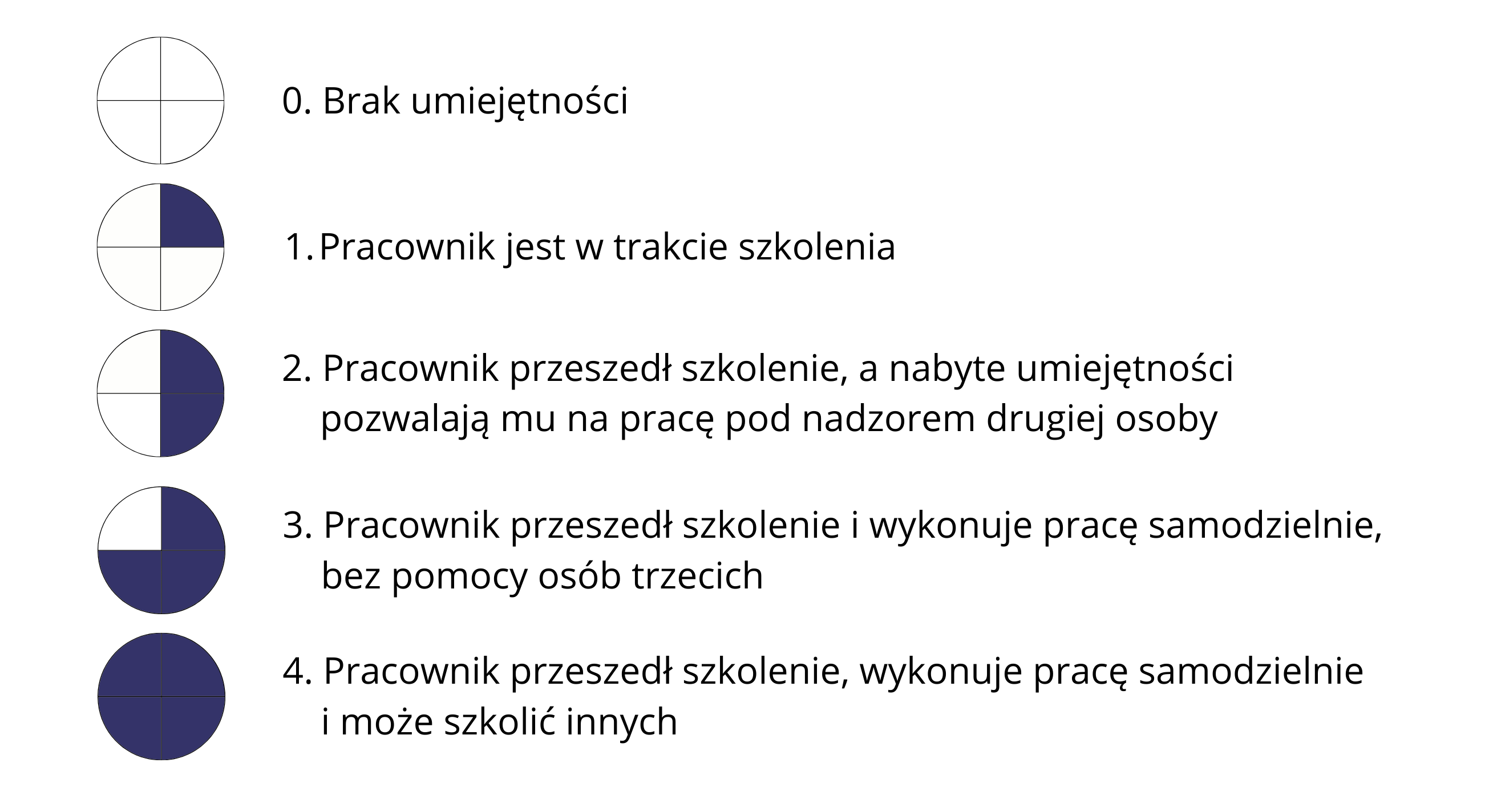
Skala ocen graficzna

## Klasyfikacja matryc umiejętności
Klasyfikacja matryc umiejętności odnosi się do systematyzacji i kategoryzacji różnych rodzajów matryc, które są stosowane w organizacjach w celu efektywnego zarządzania kompetencjami pracowników. Podział ten pozwala na dostosowanie narzędzi zarządzania talentami do specyficznych potrzeb i celów firmy.

### Rodzaje matryc umiejętności
- Ogólnofirmowe: Matryce ogólnofirmowe koncentrują się na umiejętnościach ważnych dla całej organizacji. Mogą one obejmować kompetencje kluczowe dla kultury organizacyjnej, wartości firmy lub ogólnych celów strategicznych. Przykładowo, umiejętność pracy zespołowej lub umiejętności komunikacyjne mogą być częścią matrycy ogólnofirmowej.

- Specjalistyczne: Są to matryce skoncentrowane na konkretnych umiejętnościach wymaganych w danym dziale lub na określonym stanowisku. Na przykład matryca dla działu IT może skupiać się na umiejętnościach programistycznych, podczas gdy matryca dla działu HR może koncentrować się na kompetencjach z zakresu zarządzania zasobami ludzkimi[9].

### Zastosowanie w praktyce
- Zastosowanie w budowaniu ścieżek rozwoju: Praktyczne zastosowanie narzędzi zarządzania zasobami ludzkimi w budowaniu ścieżek rozwoju polega na identyfikacji i planowaniu kolejnych etapów rozwoju zawodowego pracowników. Dzięki analizie posiadanych umiejętności i potrzebnych kompetencji, organizacje mogą skutecznie prowadzić pracowników przez proces rozwoju zawodowego, oferując szkolenia, kursy oraz możliwości awansu zgodnie z ich indywidualnymi potrzebami i celami kariery.
- Zastosowanie w weryfikacji luk kompetencyjnych: Narzędzia te umożliwiają organizacjom identyfikację luk kompetencyjnych, czyli różnic między obecnymi a wymaganymi umiejętnościami pracowników. Pozwala to na efektywne planowanie działań rozwojowych, takich jak szkolenia lub rekrutacje, w celu wypełnienia tych luk i zapewnienia, że zespół posiada wszystkie niezbędne umiejętności do osiągnięcia celów organizacji.
- Zastosowanie w procesie rekrutacji: W procesie rekrutacji, narzędzia zarządzania zasobami ludzkimi służą do identyfikacji kluczowych umiejętności i kompetencji niezbędnych na danym stanowisku. Pozwala to na efektywne dobieranie kandydatów, którzy najlepiej odpowiadają wymaganiom danego stanowiska, co zwiększa prawdopodobieństwo sukcesu rekrutacji i przyszłej efektywności pracownika.
- Zastosowanie w raportowaniu: Narzędzia te umożliwiają tworzenie szczegółowych raportów dotyczących kompetencji i umiejętności pracowników. Raporty te są używane do analizy efektywności zespołów, planowania potrzeb szkoleniowych oraz do oceny efektywności programów rozwojowych.
- Cykl życia pracownika: Narzędzia zarządzania talentami i umiejętnościami są istotne na każdym etapie cyklu życia pracownika – od rekrutacji, przez rozwój, aż po ewentualne odejście z organizacji. Pozwalają one na zrozumienie i wsparcie potrzeb pracowników na każdym etapie ich kariery[10].
- Budowanie transparentności wynagrodzeń: Praktyczne zastosowanie narzędzi zarządzania umiejętnościami obejmuje również budowanie transparentności w zakresie wynagrodzeń. Przez jasne określenie wymagań dotyczących umiejętności i odpowiednich poziomów wynagrodzeń, organizacje mogą budować sprawiedliwy i transparentny system wynagrodzeń, który jest zrozumiały i akceptowany przez pracowników. Transparentność ta przyczynia się do budowania zaufania i zadowolenia pracowników, co ma bezpośredni wpływ na ich zaangażowanie i efektywność pracy.

Różne rodzaje matryc umiejętności umożliwiają organizacjom dostosowanie swojej strategii zarządzania talentami do specyficznych potrzeb. Na przykład matryca ogólnofirmowa może być wykorzystywana do promowania i utrzymania kultury organizacyjnej, podczas gdy matryce specjalistyczne pozwalają na skoncentrowanie się na rozwijaniu konkretnych, technicznych umiejętności potrzebnych w danych działach. Matryca umiejętności językowych może być kluczowa dla firm działających na rynkach międzynarodowych, gdzie komunikacja w różnych językach jest niezbędna.
Każda z tych kategorii pozwala na tworzenie spersonalizowanych i skoncentrowanych programów szkoleniowych, ocen wydajności oraz strategii zarządzania talentami, które są zgodne z priorytetami i kierunkiem rozwoju firmy. Wykorzystanie tych kryteriów w praktyce umożliwia także lepsze zrozumienie dynamiki zespołów, identyfikację kluczowych obszarów do inwestycji w rozwój pracowników oraz bardziej efektywne zarządzanie zasobami ludzkimi.

## Katalog umiejętności
Katalog umiejętności jest kluczowym instrumentem w zarządzaniu kapitałem ludzkim, stanowiącym kompleksowy zbiór kompetencji uznawanych za niezbędne w danej organizacji. Dokument ten zawiera szczegółowe opisy poszczególnych umiejętności oraz ich klasyfikację, co jest fundamentem dla efektywnego zarządzania talentami i planowania rozwoju zawodowego pracowników.
Rola i zastosowanie: Katalog ten odgrywa centralną rolę w procesach zarządzania kapitałem ludzkim, ponieważ umożliwia precyzyjne określenie i porządkowanie umiejętności ważnych dla organizacji. Jest wykorzystywany w wielu aspektach zarządzania pracownikami, od rekrutacji, poprzez ocenę i rozwój kompetencji, aż po planowanie ścieżek kariery. Dzięki niemu możliwe jest systematyczne monitorowanie i aktualizowanie zestawu umiejętności wymaganych na różnych stanowiskach, co przekłada się na lepsze dopasowanie pracowników do potrzeb firmy i jej strategicznych celów.
Przykład katalogu umiejętności: Jako przykład konstrukcji katalogu umiejętności można wskazać klasyfikację umiejętności komputerowych według standardów ECDL (European Computer Driving Licence). Taki katalog określa różnorodne umiejętności związane z obsługą komputerów i oprogramowania, kategoryzując je w sposób, który ułatwia ocenę i rozwój tych kompetencji wśród pracowników. Zapewnia to organizacjom jasną strukturę do oceny i rozwijania kompetencji IT, co jest kluczowe w nowoczesnym środowisku pracy.

## Budowa matrycy umiejętności
Matryca umiejętności jest narzędziem analitycznym stosowanym w zarządzaniu kapitałem ludzkim. Skonstruowana zwykle w formie tabeli, skupia się na dwóch głównych wymiarach:
1. Oś Pozioma: Prezentuje zestaw umiejętności wymaganych w organizacji lub na określonych stanowiskach pracy. Te umiejętności mogą być kategoryzowane według różnych aspektów działalności, np. technicznych, operacyjnych, językowych.
2. Oś Pionowa: Ilustruje poziomy biegłości w zakresie każdej umiejętności dla każdego pracownika

### Komponenty matrycy
Matryca umiejętności obejmuje szereg kluczowych informacji i elementów strukturalnych:
1. Klasyfikacje umiejętności: Obejmuje systematyczne kategoryzowanie umiejętności, z uwzględnieniem ich znaczenia strategicznego dla organizacji.
2. Wagi umiejętności: Przypisywanie wag do poszczególnych umiejętności, aby wskazać ich relatywne znaczenie w kontekście celów firmy.
3. Katalog umiejętności: Pełny wykaz umiejętności, który stanowi podstawę analizy i oceny kompetencji pracowników.
4. Oceny w komórkach: Przypisanie ocen pracownikom w konkretnych obszarach umiejętności, odzwierciedlające ich aktualny poziom kompetencji.
5. Podsumowanie dla przełożonego: Zapewnia menedżerom szybki przegląd umiejętności zespołu, ułatwiając identyfikację mocnych stron i obszarów do rozwoju.
6. Podsumowanie dla pracownika: Umożliwia pracownikom zrozumienie ich obecnych kompetencji i obszarów wymagających rozwoju.
7. Bilans kapitału ludzkiego: Analiza ogólnych zasobów umiejętności w organizacji, identyfikująca kluczowe kompetencje i potencjalne luki.
8. Dodatkowe filtry: Umożliwiają selektywne analizowanie danych, np. poprzez filtrowanie określonych umiejętności, poziomów biegłości czy danych pracowników[13].

### Znaczenie budowy matrycy umiejętności
Struktura matrycy umiejętności odgrywa kluczową rolę w systematycznym zarządzaniu kapitałem ludzkim. Oferuje ona kompleksowy widok na zasoby umiejętności w organizacji, umożliwiając precyzyjne planowanie rozwoju pracowników, identyfikację potrzeb szkoleniowych oraz efektywną alokację zasobów. Przez umożliwienie menedżerom i pracownikom dostępu do szczegółowych informacji o kompetencjach, matryca stanowi cenny instrument w procesie zarządzania talentami, wspierając zarówno indywidualny rozwój, jak i realizację strategii organizacyjnej.
Dodatkowo, wykorzystanie wag i klasyfikacji umiejętności pozwala na hierarchiczne ułożenie umiejętności, podkreślając ich różnorodny wpływ na działalność firmy. Dzięki temu, organizacje mogą lepiej dostosować swoje strategie rozwoju pracowników do zmieniających się potrzeb rynkowych i wewnętrznych priorytetów.

## Profile umiejętności
Profile umiejętności w kontekście zarządzania kapitałem ludzkim odnoszą się do zdefiniowanych zestawów kompetencji wymaganych na konkretnych stanowiskach pracy, szczególnie w sektorze produkcyjnym. Stanowią one integralną część procesu zarządzania rozwojem pracowników oraz zespołów, będąc istotnym narzędziem w rozwoju organizacji.
Znaczenie w procesie rozwoju organizacji
1. Rozwój jednostek i zespołów: Profile umiejętności umożliwiają precyzyjne określenie i ocenę kompetencji indywidualnych pracowników oraz zespołów, co jest kluczowe dla efektywnego zarządzania talentami.
2. Planowanie rozwoju pracowników: Dzięki profilom umiejętności pracodawcy mogą identyfikować obszary do rozwoju i dostosowywać szkolenia oraz inne działania rozwojowe w celu wzmocnienia kompetencji pracowników.
3. Optymalizacja działań personelu: Profile umiejętności pozwalają na zidentyfikowanie luki kompetencyjnych w zespołach i podjęcie działań mających na celu ich uzupełnienie, co przyczynia się do zwiększenia efektywności i osiągania lepszych wyników finansowych.

Proces tworzenia profili umiejętności
1. Analiza stanowisk pracy: Podstawą tworzenia profilu umiejętności jest szczegółowa analiza obowiązków i wymagań poszczególnych stanowisk pracy, co obejmuje obserwację, rozmowy kwalifikacyjne i badania ankietowe.
2. Opracowanie profili kompetencyjnych: Profile te zawierają opis wymaganych umiejętności i cech charakteru dla danego stanowiska, co ułatwia ocenę zgodności pracowników z wymaganiami stanowiska.

## Wypracowanie matrycy umiejętności w organizacji
Wdrożenie matrycy umiejętności w organizacji to złożony proces, który wymaga zaangażowania wielu podmiotów oraz dokładnego planowania i implementacji. Etapy tego procesu obejmują:
1. Analiza potrzeb organizacyjnych: Początkowym etapem jest dogłębna analiza potrzeb firmy. Obejmuje to zrozumienie strategicznych celów organizacji, specyfiki poszczególnych stanowisk pracy oraz identyfikację kluczowych umiejętności niezbędnych do ich realizacji.
2. Projektowanie struktury matrycy: Na podstawie zgromadzonych informacji projektuje się strukturę matrycy, definiując zarówno umiejętności, jak i poziomy biegłości. W tym etapie ważne jest, aby matryca była spójna, realistyczna i dostosowana do możliwości oraz potrzeb firmy.
3. Konsultacje i współpraca: Proces tworzenia matrycy często wymaga współpracy z różnymi działami wewnątrz organizacji oraz konsultacji z ekspertami zewnętrznymi. Ma to na celu zapewnienie pełnego i wszechstronnego podejścia do identyfikacji umiejętności.
4. Zespół wdrożeniowy: Utworzenie zespołu wdrożeniowego, składającego się z przedstawicieli zarządu, działu HR oraz innych kluczowych działów, jest kluczowe dla zapewnienia efektywnej implementacji matrycy. Zespół ten odpowiada za koordynację prac, monitorowanie postępów oraz rozwiązywanie ewentualnych problemów[14].

### Wyzwania i kluczowe aspekty wdrożenia
- Równy poziom szczegółowości: Jednym z wyzwań przy wdrożeniu matrycy umiejętności jest zapewnienie równego poziomu szczegółowości dla wszystkich umiejętności. Wymaga to skoordynowanej pracy zespołu wdrożeniowego w celu utrzymania spójności i standardów.
- Zespół koordynujący: Ważne jest utworzenie zespołu koordynującego, który będzie odpowiadał za monitorowanie spójności i jednolitego podejścia w całej organizacji. Zespół ten powinien również zajmować się integracją matrycy z innymi procesami HR i strategiami rozwoju pracowników.
- Znaczenie wdrożenia: Prawidłowo wdrożona matryca umiejętności stanowi kluczowe narzędzie w zarządzaniu kapitałem ludzkim, umożliwiając efektywne planowanie rozwoju pracowników, identyfikację potrzeb szkoleniowych oraz optymalizację wykorzystania zasobów ludzkich.

## Funkcjonalność i zastosowanie matrycy umiejętności
Matryca umiejętności w zarządzaniu kapitałem ludzkim pełni funkcję systematyzacji, oceny, i monitorowania umiejętności pracowników w różnych procesach organizacyjnych. Służy jako narzędzie do:
1. Rekrutacji: Precyzyjne definiowanie kompetencji wymaganych na poszczególnych stanowiskach, co zwiększa trafność i efektywność procesu rekrutacyjnego.
2. Onboardingu: Ułatwienie nowym pracownikom zrozumienia oczekiwanych umiejętności i poziomów kompetencji, co przyspiesza ich adaptację i efektywne włączenie się w procesy pracy.
3. Szkoleniach: Identyfikacja obszarów wymagających rozwoju, umożliwiająca tworzenie skrojonych na miarę programów szkoleniowych i edukacyjnych.
4. Rozwoju kariery: Pomoc pracownikom i ich menedżerom w planowaniu ścieżek kariery oraz identyfikacji możliwości rozwoju zawodowego i awansu.
5. Planowaniu sukcesji: Wsparcie w identyfikacji pracowników z potencjałem do przejęcia kluczowych ról w organizacji.
6. Ocenie wydajności: Narzędzie wspomagające procesy oceny wydajności, dostarczające obiektywne kryteria oceny postępów pracowników.
7. Zarządzaniu talentami: Ułatwienie identyfikacji, rozwoju i utrzymania kluczowych talentów.
8. Optymalizacji zespołów: Lepsze zrozumienie kompetencji członków zespołu, co umożliwia efektywne przydzielanie zadań.
9. Wsparciu decyzji personalnych: Użycie informacji z matrycy do decyzji dotyczących awansów, rotacji stanowisk, i planowania rozwoju.
10. Analizie luki kompetencyjnej: Identyfikacja brakujących umiejętności kluczowych dla długoterminowego planowania rozwoju.
11. Zarządzaniu wynagrodzeniami: Źródło informacji do opracowania taryfikatora wynagrodzeń[15].

### Korzyści z różnorodnych kompetencji pracowników
1. Elastyczność: Zwiększona adaptacja do zmieniających się wymagań rynkowych dzięki pracownikom z różnorodnymi zestawami umiejętności.
2. Innowacyjność: Różnorodność umiejętności sprzyja kreatywności i wprowadzaniu innowacyjnych rozwiązań.
3. Efektywność operacyjna: Szeroki wachlarz umiejętności w zespole pozytywnie wpływa na realizację zadań i projektów.
4. Rozwój kariery pracowników: Dostęp do różnorodnych ścieżek rozwoju zwiększa motywację i satysfakcję pracowników.

### Perspektywy rozwoju kariery w branżach produkcyjnych
1. Awans na wyższe stanowiska: Pracownicy z różnorodnymi umiejętnościami często kwalifikują się do awansu.
2. Przejście do innych działów: Umiejętności z różnych obszarów umożliwiają wszechstronny rozwój pracownika.
3. Specjalizacja: Możliwość wyboru ścieżek specjalizacji w różnych dziedzinach technicznych, badawczych lub zarządczych.

## Narzędzia wspierające działanie matrycy umiejętności w organizacji
Współczesne narzędzia wspierające działanie matrycy umiejętności odgrywają kluczową rolę w ewolucji i efektywności zarządzania kapitałem ludzkim w organizacjach. Zastosowanie technologii w tym obszarze znacznie usprawnia procesy identyfikacji, oceny oraz rozwoju umiejętności pracowników.

### Przykłady narzędzi wspierających zarządzanie umiejętnościami
1. Systemy zarządzania zasobami ludzkimi (HRMS): Zintegrowane systemy HR oferują moduły do zarządzania matrycą umiejętności, ułatwiając jej tworzenie, aktualizację i monitorowanie.
2. Narzędzia analityczne: Oferują zaawansowane możliwości analizy danych dotyczących umiejętności pracowników, umożliwiając identyfikację trendów, luk kompetencyjnych i obszarów wymagających rozwoju.
3. Aplikacje mobilne: Umożliwiają dostęp do matrycy umiejętności i zarządzanie nią w czasie rzeczywistym, co jest szczególnie przydatne dla menedżerów i pracowników terenowych.